# ベトナム航空
ベトナム航空（ベトナムこうくう、 ベトナム語: Hãng hàng không Quốc gia Việt Nam, 英語: Vietnam Airlines）は、ベトナムのナショナルフラッグ・キャリアである。

## 歴史
- 1956年1月、北ベトナム政府によって設立された。ソ連、中国の支援を受けて、民間空軍として設立された。実際、ベトナム戦争終結の1975年までは路線を拡大できなかった。アメリカ製航空機を禁輸されていたため、当初の機材は、2機のリスノフLi-2だった。
- 1975年、ベトナム戦争終結に伴って規模の拡大を開始し、北京に就航。
- 1991年7月、ボーイング737-300型機のリース契約を締結し、ベトナム航空の塗装でベトナムに到着した。しかし、ベトナムではアメリカ製航空機の使用が許可されていなかったため、航空機は返還された。1992年には代わりにエアバスA310を導入[1]。
- 1993年からはアメリカ・ボーイング製のボーイング767-200ERを導入。翌年にはロイヤルヨルダン航空から767-300ERをリース導入した。
- 1993年、ベトナムの正式なフラッグキャリアになる。ベトナム民間航空局から離脱し、国営企業となった[2]。
- 1996年9月、ビジネスクラスの提供を開始。
- 1998年、新塗装を発表。
- 2001年12月、初めて米国製航空機を自社発注し、ボーイング777-200ERを発注した[3]。
- 2005年6月、ボーイング787-8を発注した[4]。
- 2007年10月1日、10機のエアバスA350 XWB、エアバスA321の追加購入を発表[5]。
- 2009年、カンボジア政府とともに、カンボジアの観光を促進することを目的とした合弁会社を設立した[6]。
- 2010年6月10日に、航空連合のスカイチームに加盟。
- 2012年2月、格安航空会社ジェットスターパシフィック航空の保有株式を70%に引き上げた。
- 2014年11月14日に民営化、株式公開をおこなった。これに伴い、日本での提携先を日本航空から全日本空輸に変更した。（詳細は後述）
- 2015年6月下旬に最初のエアバスA350-900を受領し、カタール航空に次ぐ世界で2番目のエアバスA350運航会社となった[7][8][9]。2015年8月には、ボーイング787-9を導入した[10]。
- 2021年11月、ホーチミン-サンフランシスコ線を運行開始し、米国に初就航した。

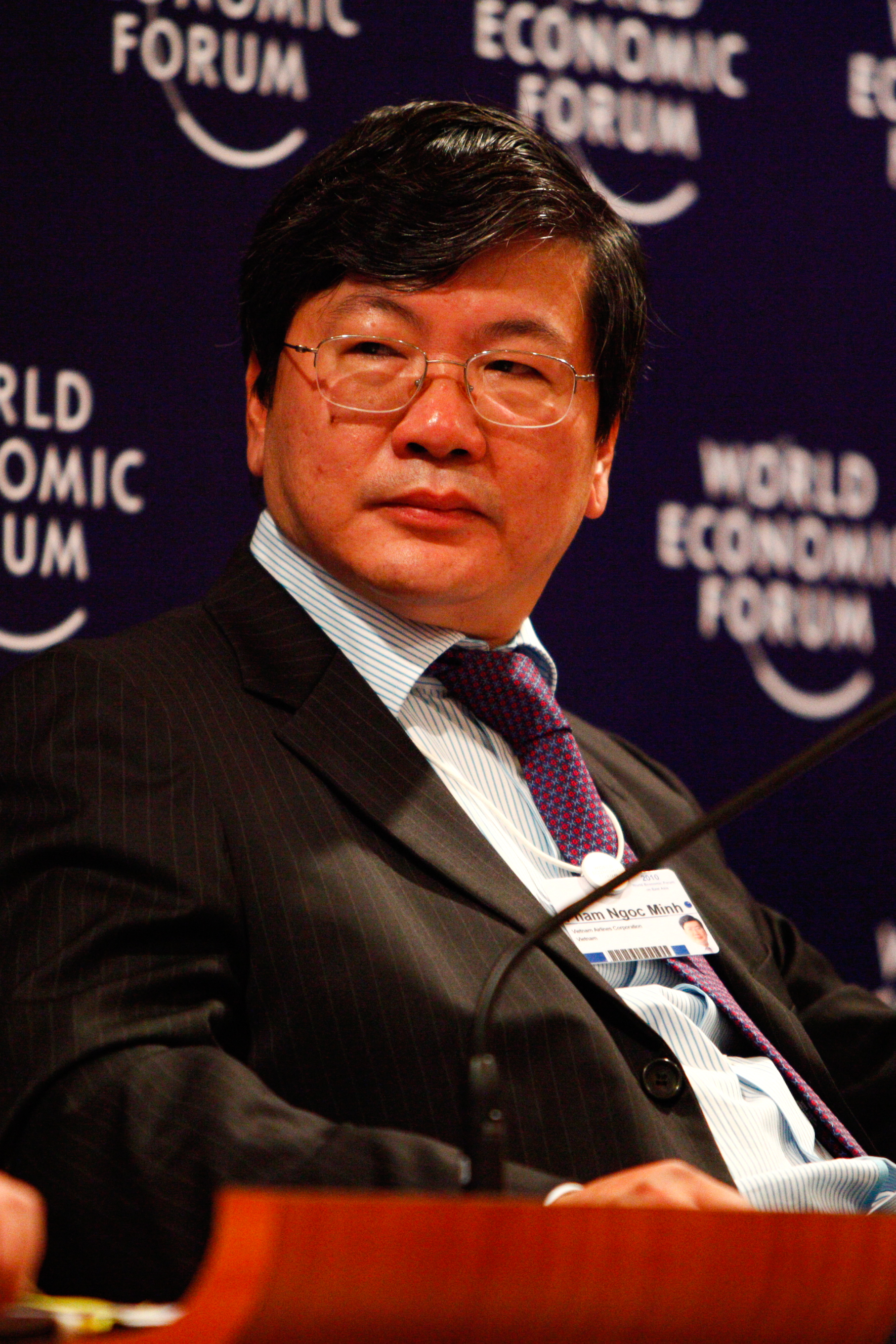
ベトナム航空の元代表者（Pham Ngoc Minh）

## 保有機材

### 保有機材
ベトナム航空はボーイングの顧客番号（カスタマーコード）は6Kが割り当てられていた。
| 機種                | 運用数 | 発注数 | 席数 | 席数 | 席数 | 席数 | 補足               |  |
| 機種                | 運用数 | 発注数 | C    | W    | Y    | 計   | 補足               |  |
| ------------------- | ------ | ------ | ---- | ---- | ---- | ---- | ------------------ |  |
| エアバスA320neo     | 3      | -      | 4    | -    | 180  | 184  |                    |  |
| エアバスA321-200    | 42     | -      | 8    | -    | 195  | 203  |                    |  |
| エアバスA321-200    | 42     | -      | 16   | -    | 168  | 184  |                    |  |
| エアバスA321-200    | 42     | -      | 16   | -    | 162  | 178  |                    |  |
| エアバスA321neo     | 20     | -      | 8    | -    | 195  | 203  |                    |  |
| エアバスA350-900    | 14     | -      | 29   | 45   | 231  | 305  |                    |  |
| エアバスA350-900    | 14     | -      | 29   | 36   | 240  | 305  |                    |  |
| ボーイング737-8 MAX | -      | 50     | 未定 | 未定 | 未定 | 未定 |                    |  |
| ボーイング787-9     | 11     | -      | 28   | -    | 283  | 311  |                    |  |
| ボーイング787-9     | 11     | -      | 28   | 35   | 211  | 274  |                    |  |
| ボーイング787-10    | 6      | 2      | 24   | -    | 343  | 367  |                    |  |
| 貨物用機材          |        |        |      |      |      |      |                    |  |
| エアバスA321-200P2F | -      | 2      | 貨物 | 貨物 | 貨物 | 貨物 | 2023年以降導入予定 |  |
| 合計                | 96     | 54     |      |      |      |      |                    |  |

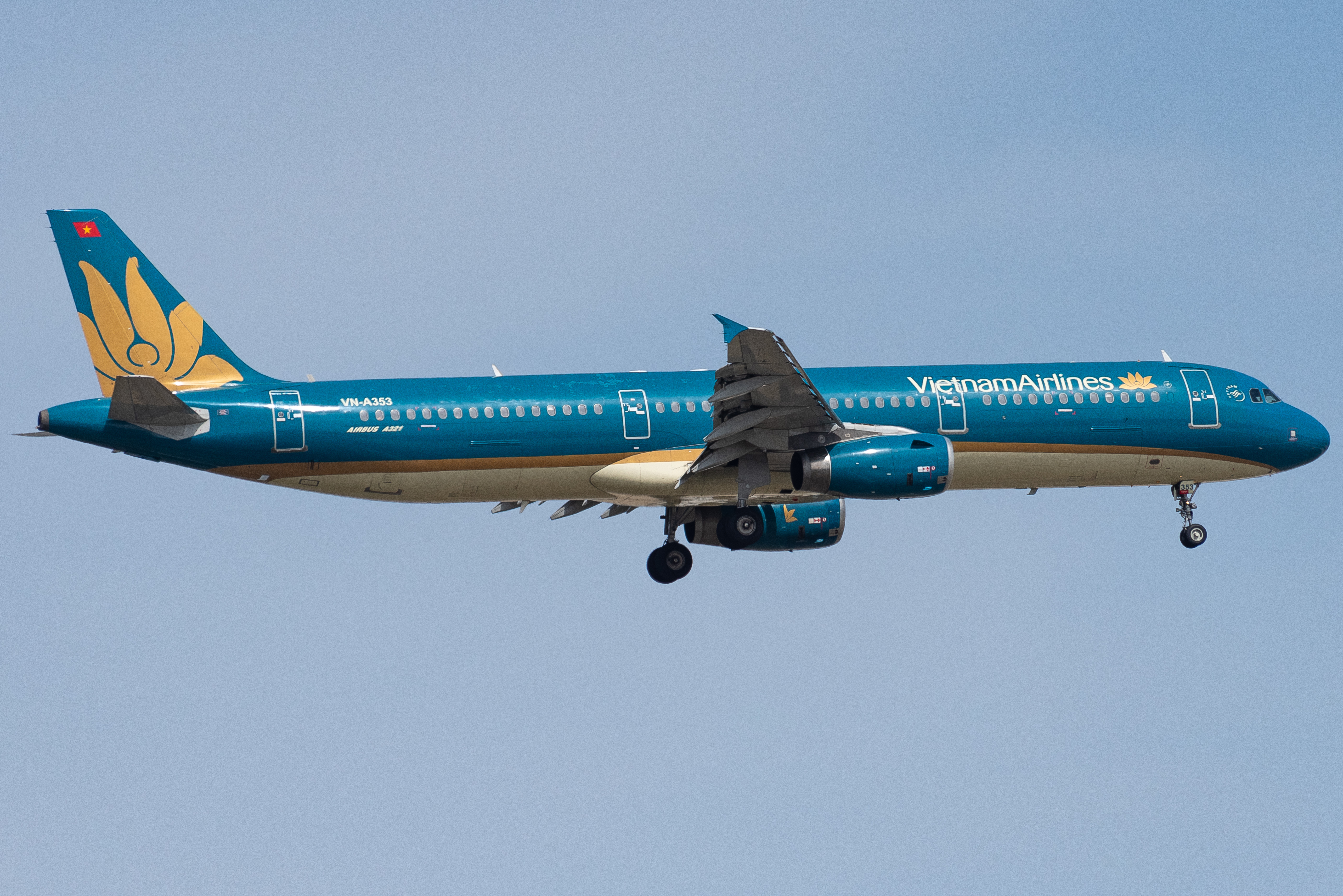
エアバスA321-200
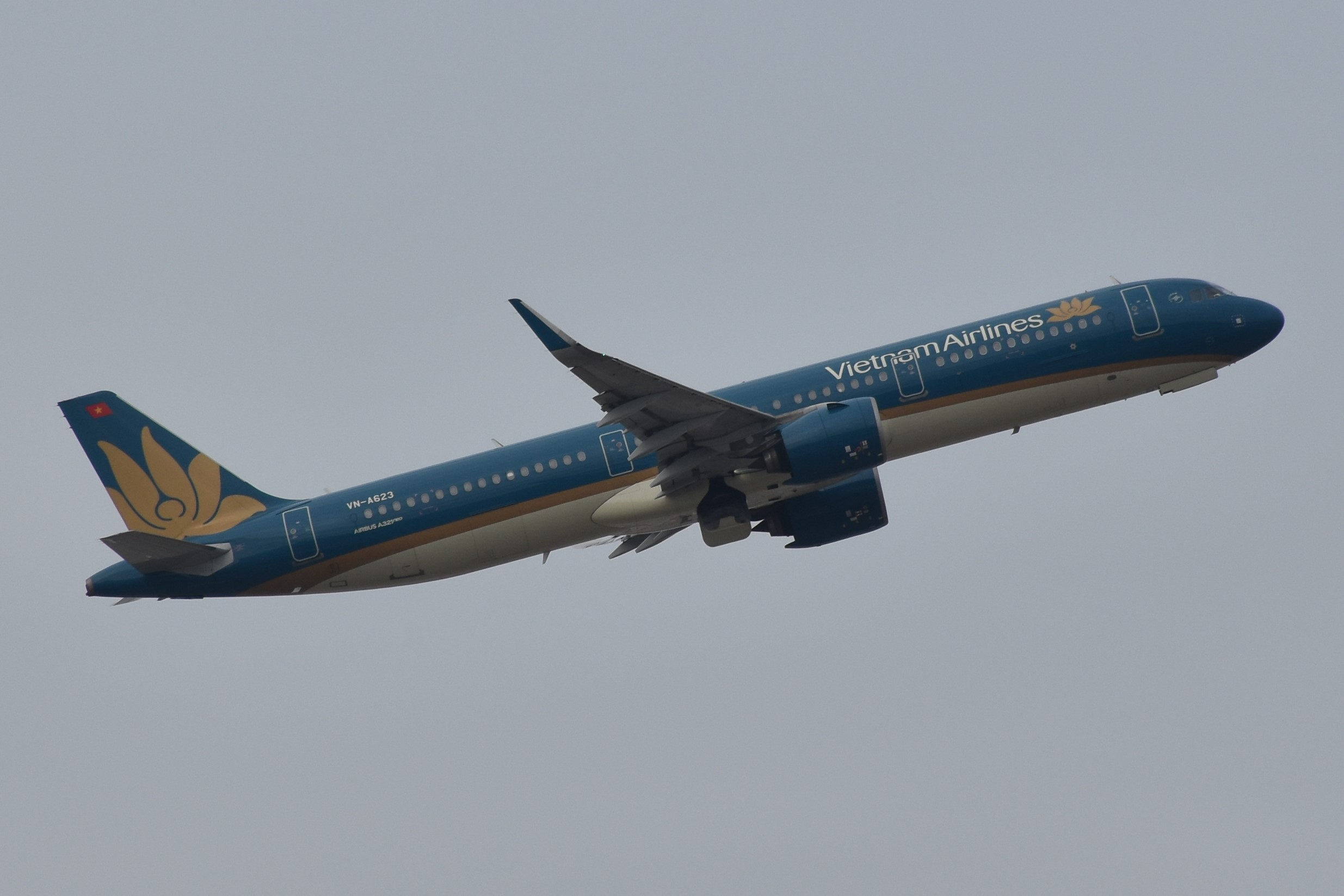
エアバスA321neo
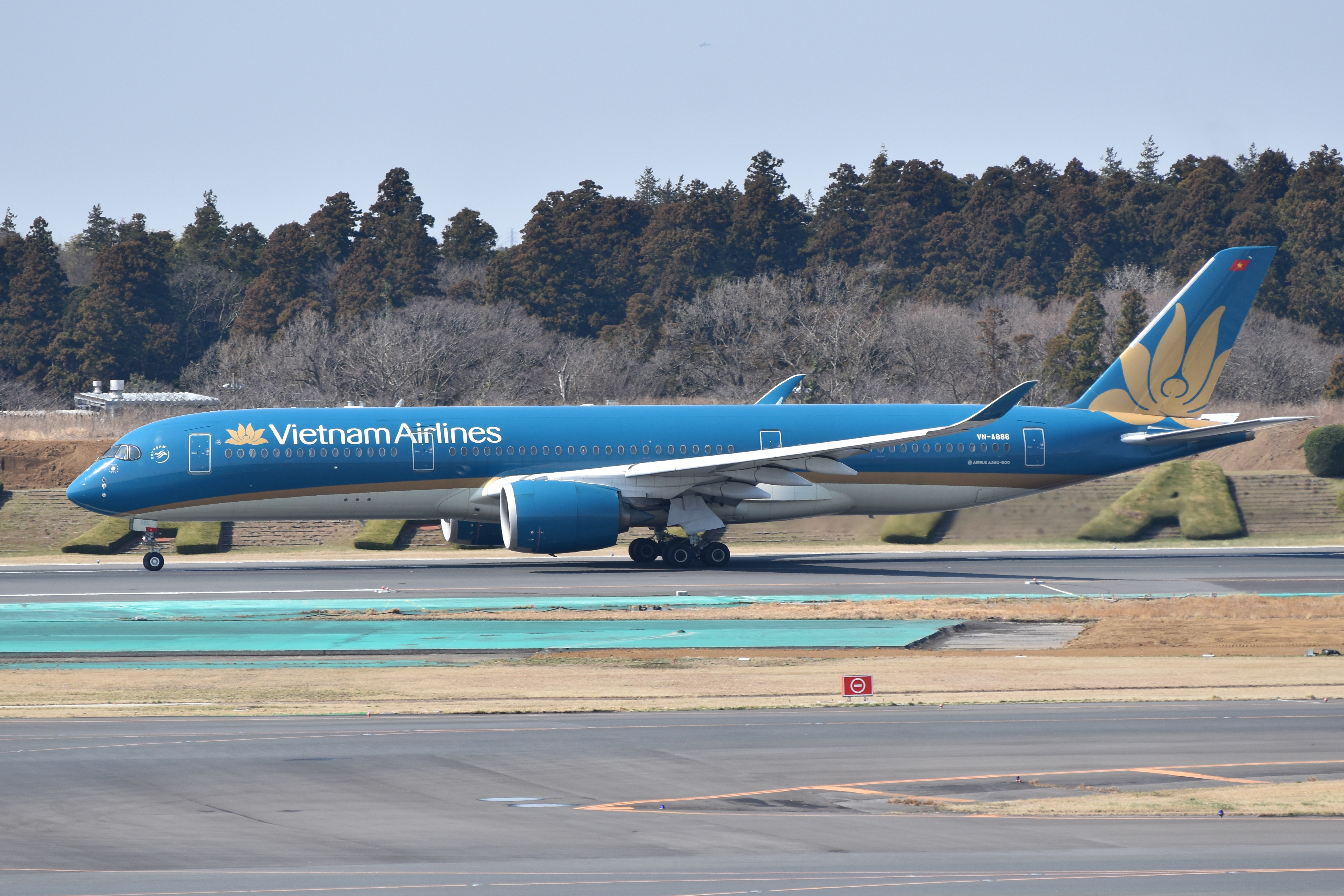
エアバスA350-900
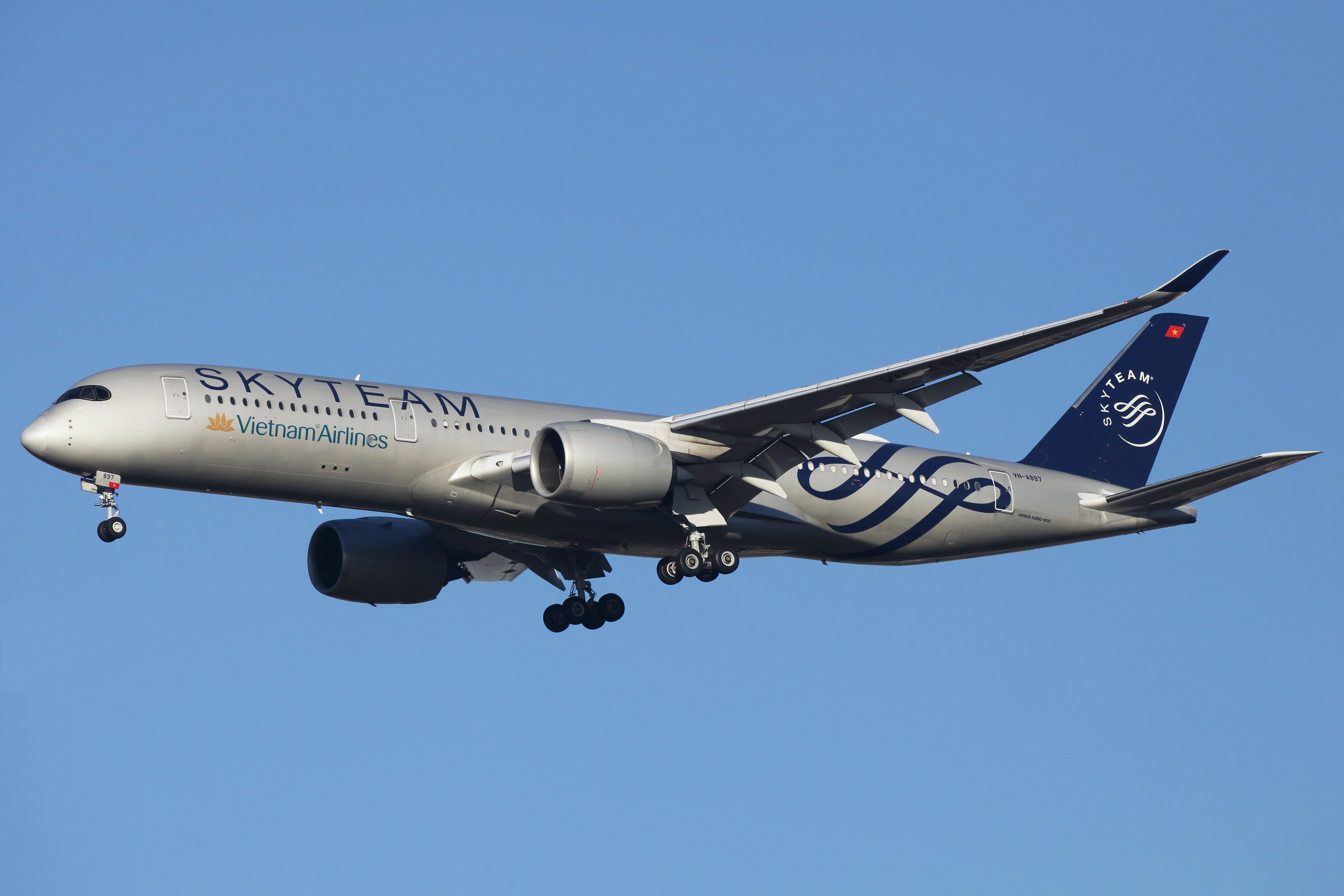
エアバスA350-900（スカイチーム塗装）
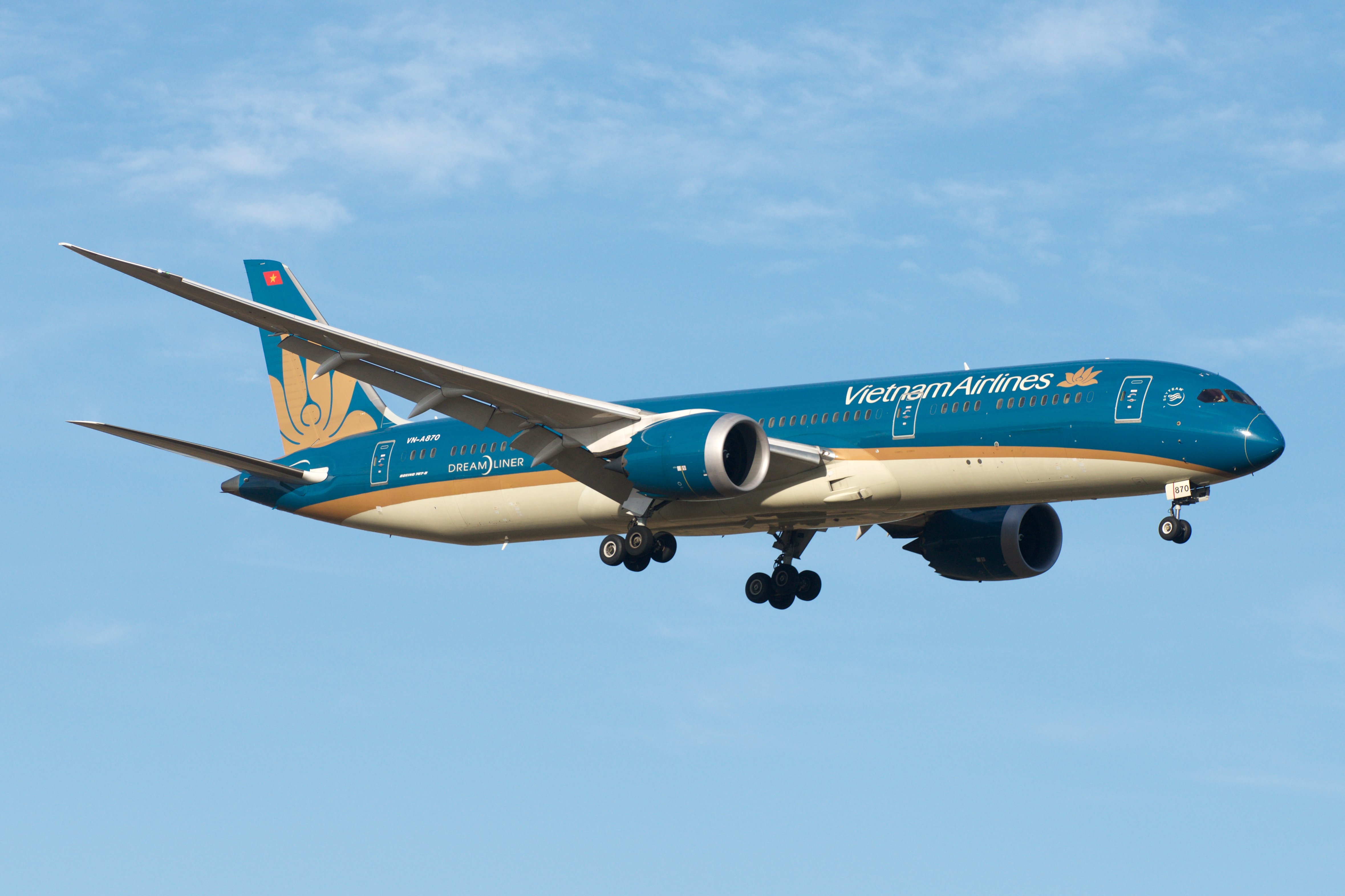
ボーイング787-9
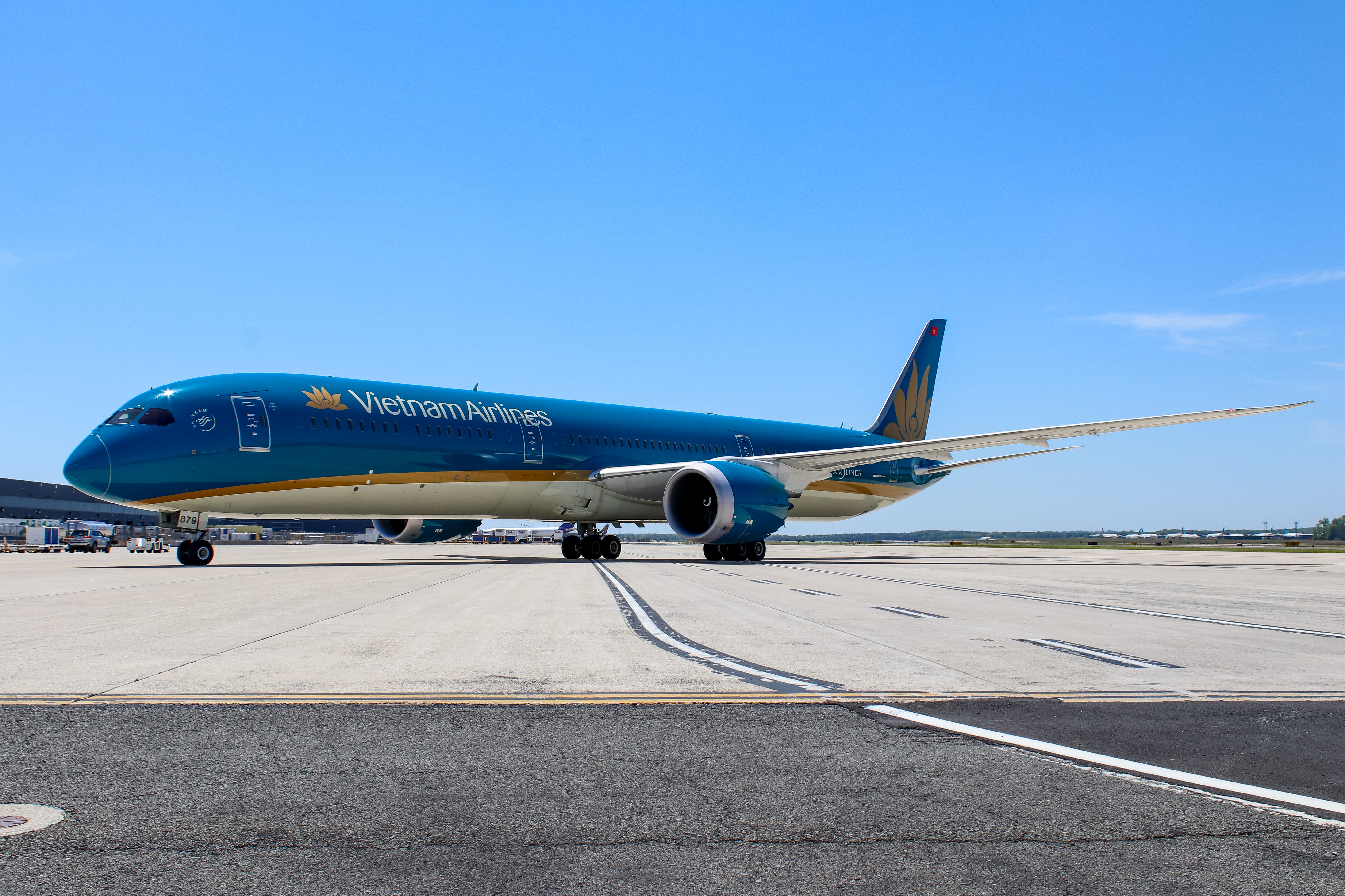
ボーイング787-10

## 退役機材
国家歴史的にかつては旧共産圏の旅客機を運航していたことがある。

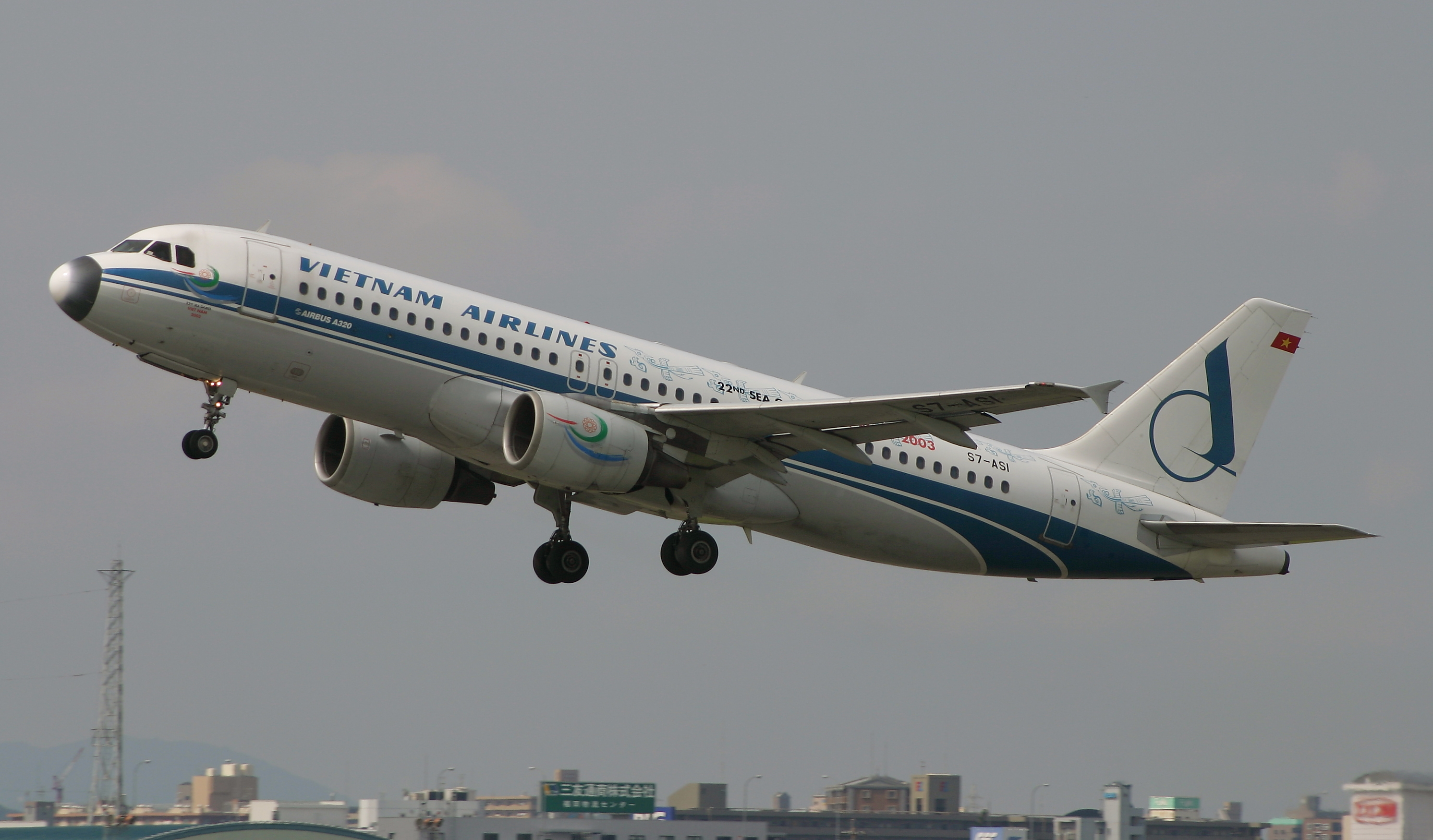
エアバスA300
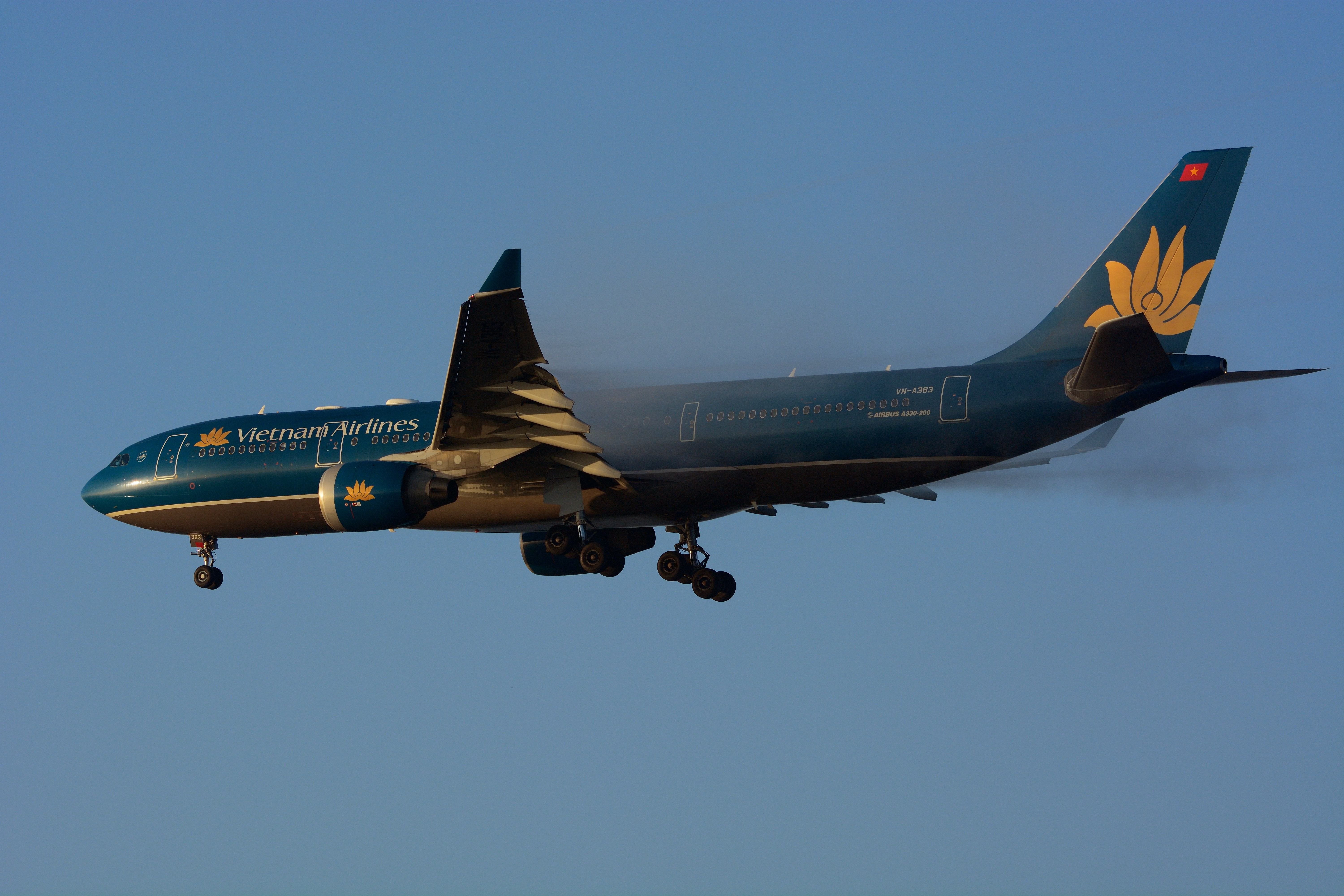
エアバスA310
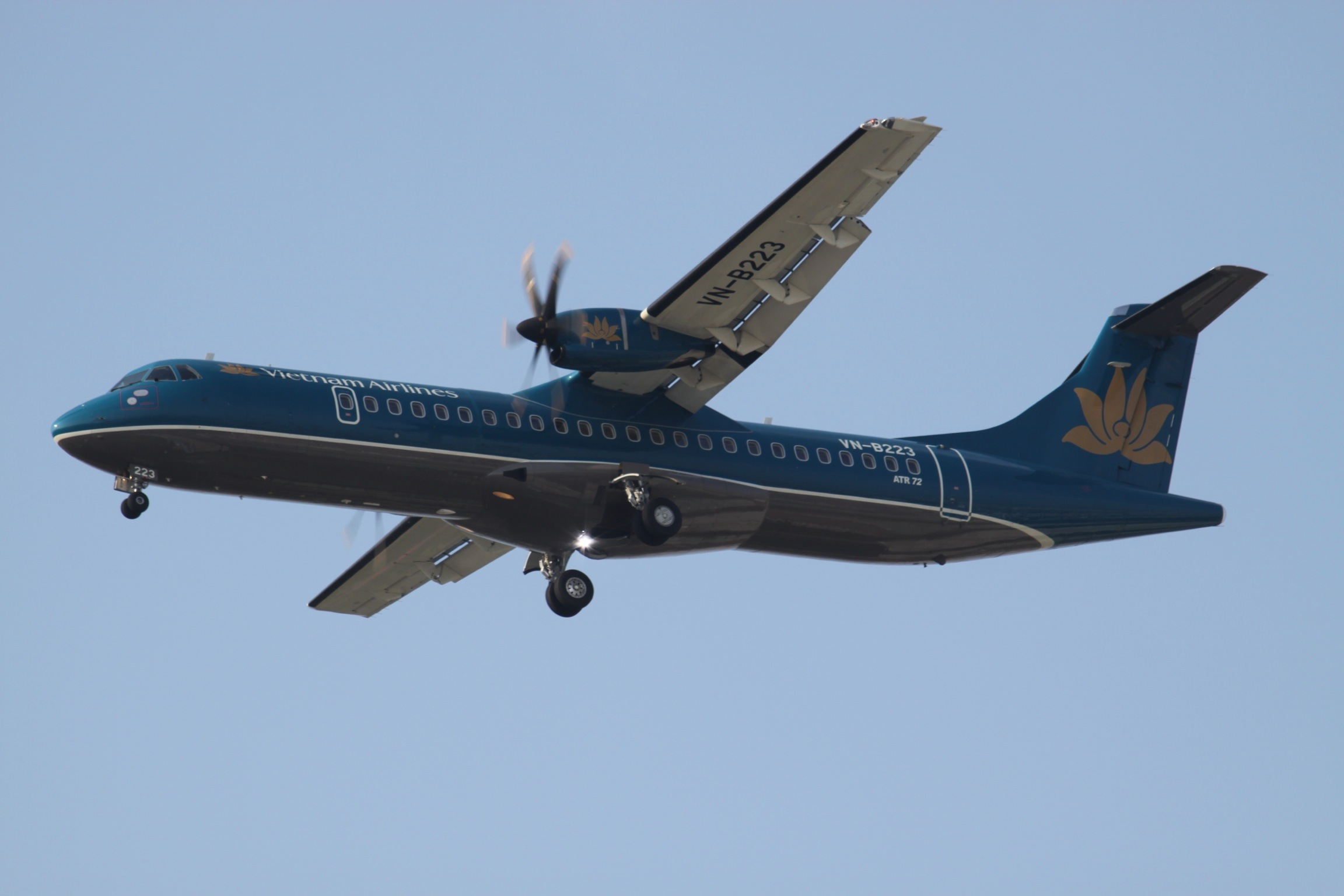
エアバスA320-200
- エアバスA330-200・300
- アントノフAn-24
- ATR 72-500
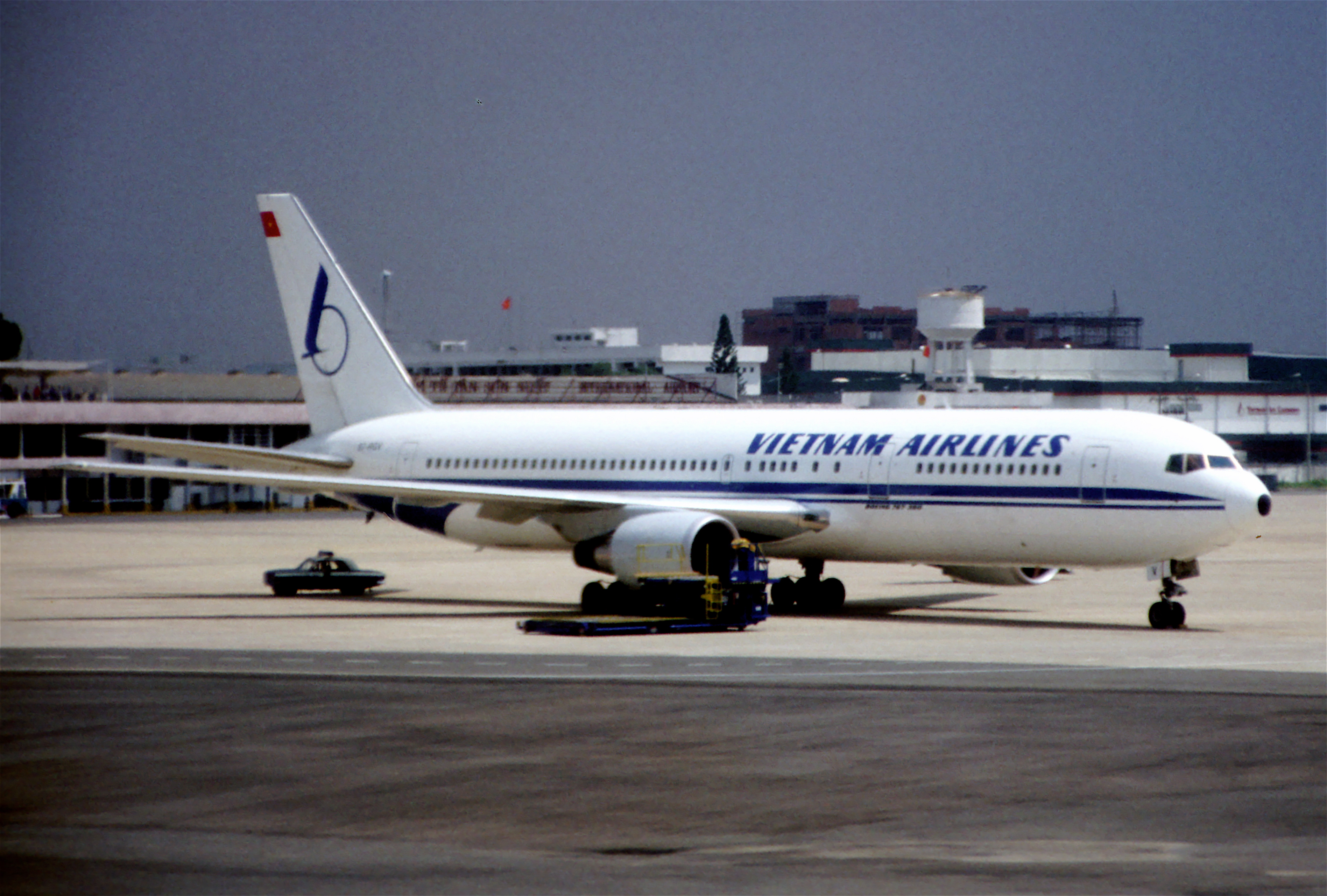
ボーイング707
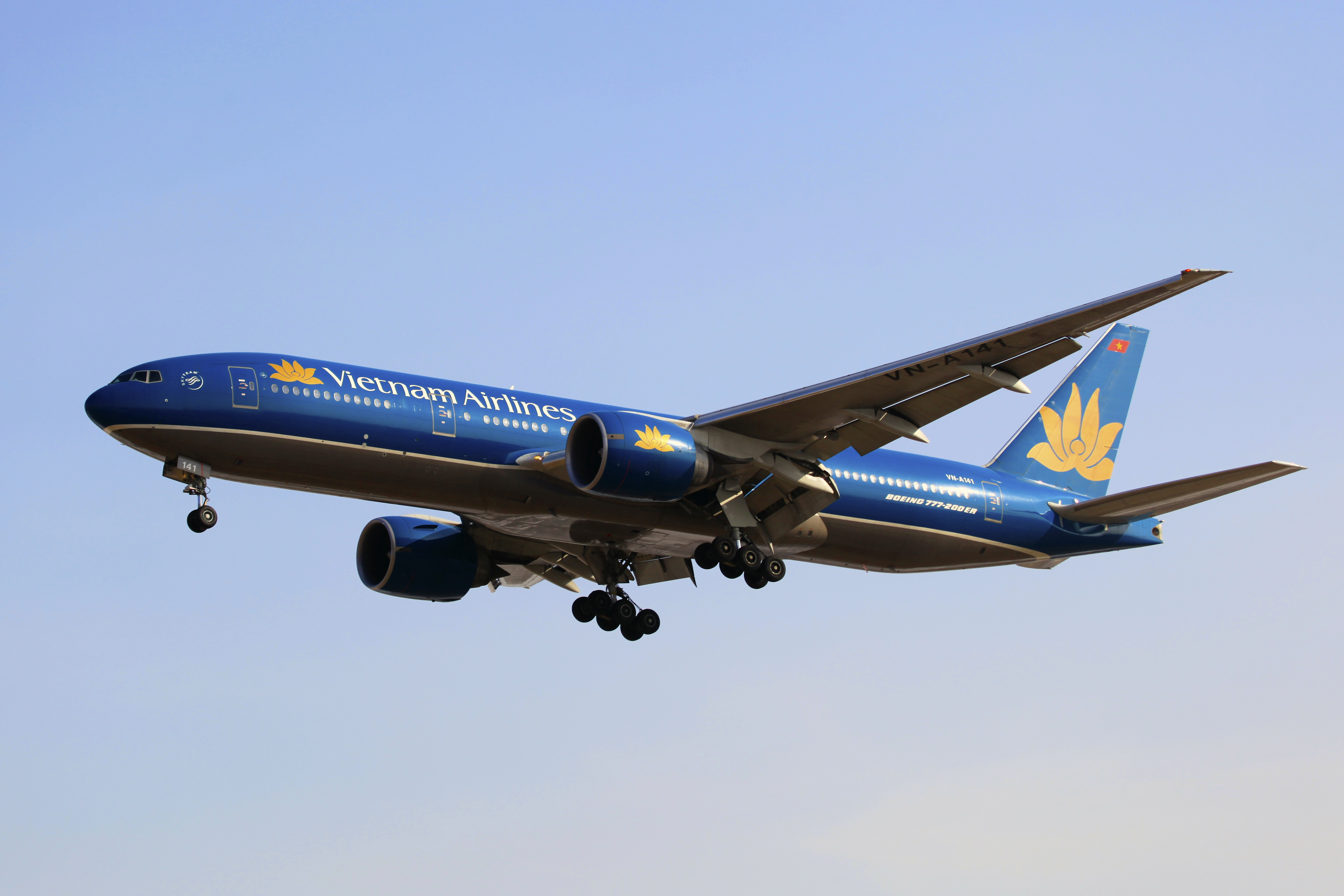
ボーイング737
- ボーイング767-300ER
- ボーイング777-200ER
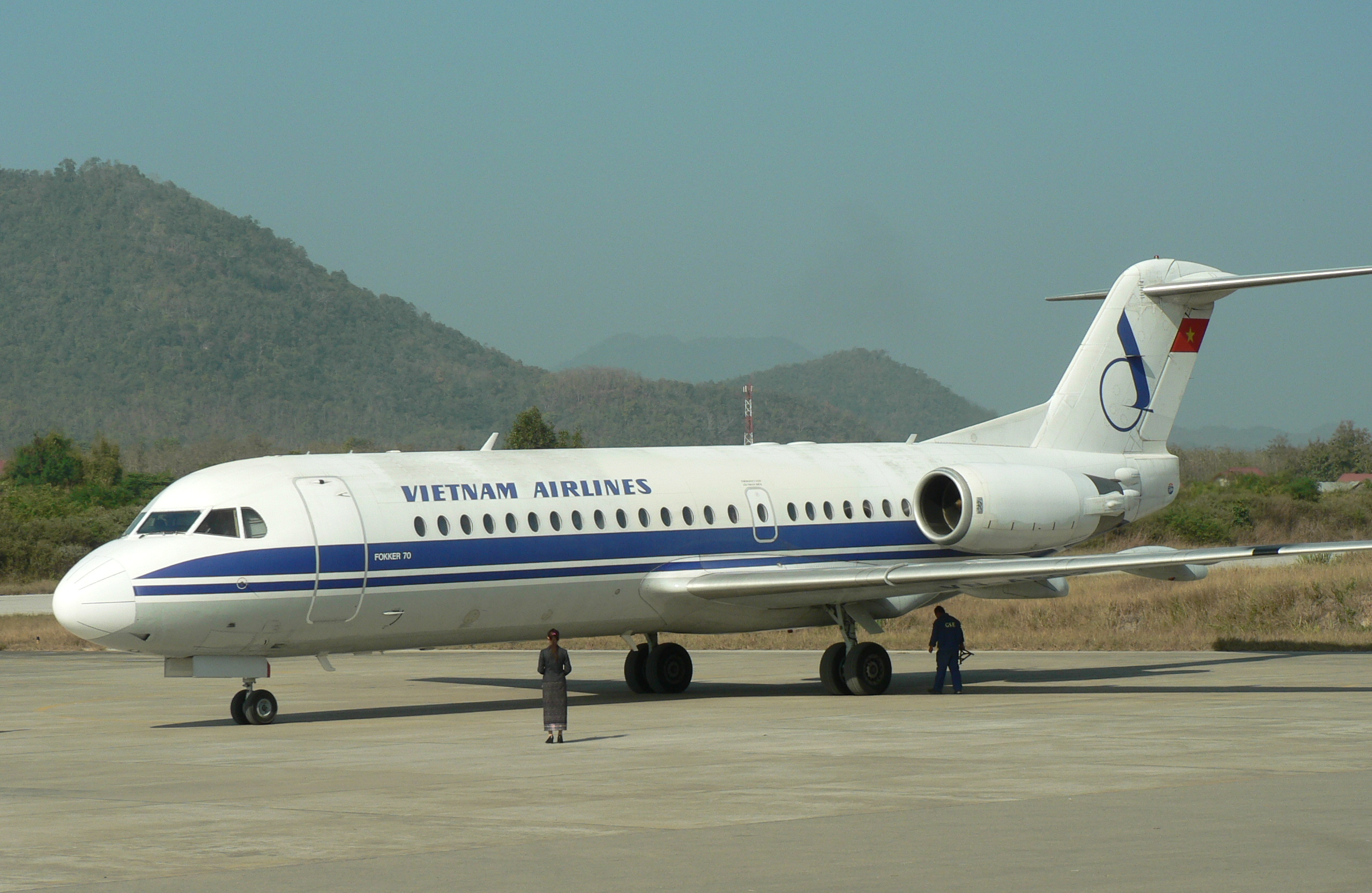
フォッカー70
- イリューシンIl-14
- イリューシンIl-18
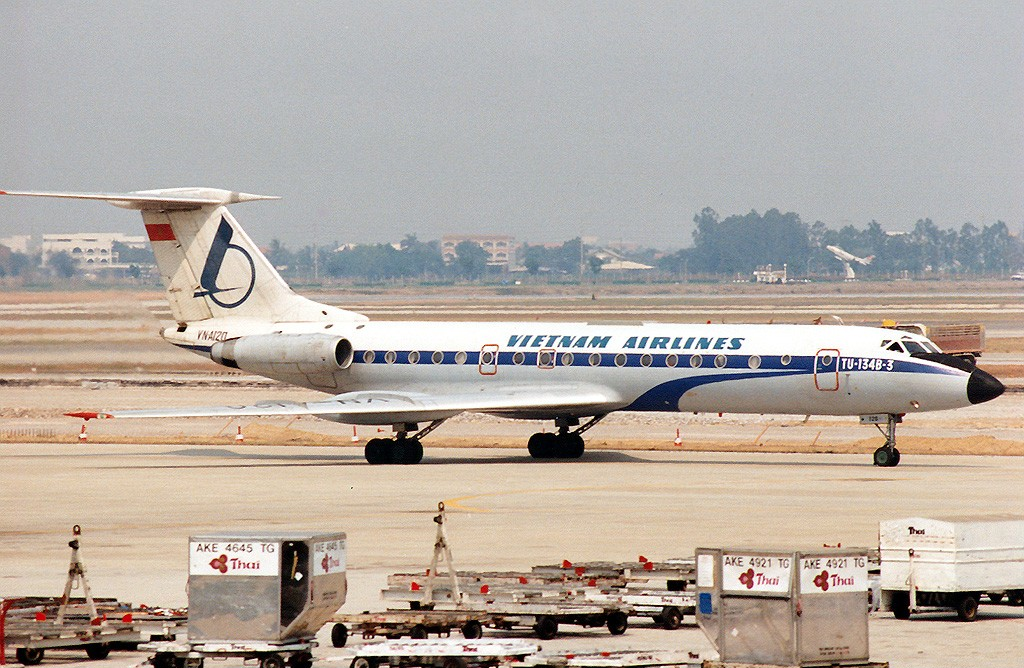
ツポレフTu-134
- ヤコブレフYak-40

- エアバスA320-200
- エアバスA330-200
- ATR 72-500
- ボーイング767-300ER
- ボーイング777-200ER
- フォッカー70
- ツポレフTu-134

## 就航都市
| ベトナム航空 就航都市(2025年2月現在) | ベトナム航空 就航都市(2025年2月現在) | ベトナム航空 就航都市(2025年2月現在) | ベトナム航空 就航都市(2025年2月現在)      |  |
| ------------------------------------ | ------------------------------------ | ------------------------------------ | ----------------------------------------- |  |
| 国                                   | 都市                                 | 空港                                 | 備考                                      |  |
| 東南アジア                           |                                      |                                      |                                           |  |
| ベトナム                             | ホーチミンシティ                     | タンソンニャット国際空港             | メインハブ空港                            |  |
| ベトナム                             | ハノイ                               | ノイバイ国際空港                     | ハブ空港                                  |  |
| ベトナム                             | ダナン                               | ダナン国際空港                       |                                           |  |
| ベトナム                             | フエ                                 | フバイ国際空港                       | [ 16 ]                                    |  |
| ベトナム                             | ニャチャン                           | カムラン国際空港                     |                                           |  |
| ベトナム                             | クイニョン                           | フーカット空港                       |                                           |  |
| カンボジア                           | プノンペン                           | プノンペン国際空港                   |                                           |  |
| カンボジア                           | シェムリアップ                       | シェムリアップ・アンコール国際空港   |                                           |  |
| インドネシア                         | ジャカルタ                           | スカルノ・ハッタ国際空港             |                                           |  |
| インドネシア                         | デンパサール                         | ングラ・ライ国際空港                 |                                           |  |
| ラオス                               | ヴィエンチャン                       | ワットタイ国際空港                   |                                           |  |
| ラオス                               | ルアンパバーン                       | ルアンパバーン国際空港               |                                           |  |
| マレーシア                           | クアラルンプール                     | クアラルンプール国際空港             |                                           |  |
| ミャンマー                           | ヤンゴン                             | ヤンゴン国際空港                     |                                           |  |
| シンガポール                         | シンガポール                         | チャンギ国際空港                     |                                           |  |
| タイ                                 | バンコク                             | スワンナプーム国際空港               |                                           |  |
| フィリピン                           | フィリピン                           | ニノイ・アキノ国際空港               |                                           |  |
| インド                               | デリー                               | インディラ・ガンディー国際空港       |                                           |  |
| インド                               | ムンバイ                             | チャトラパティ・シヴァージー国際空港 |                                           |  |
| インド                               | ベンガルール                         | ケンペコウダ国際空港                 |                                           |  |
| インド                               | ハイデラバード                       | ラジーヴ・ガンディー国際空港         |                                           |  |
| 東アジア                             |                                      |                                      |                                           |  |
| 中国                                 | 北京                                 | 北京首都国際空港                     |                                           |  |
| 中国                                 | 上海                                 | 上海浦東国際空港                     |                                           |  |
| 中国                                 | 広州                                 | 広州白雲国際空港                     |                                           |  |
| 中国                                 | 昆明                                 | 昆明長水国際空港                     |                                           |  |
| 中国                                 | 成都                                 | 成都双流国際空港                     | [ 17 ]                                    |  |
| 香港                                 | 香港                                 | 香港国際空港                         |                                           |  |
| 日本                                 | 東京                                 | 東京国際空港                         | 第3ターミナル発着                         |  |
| 日本                                 | 東京                                 | 成田国際空港                         | 第1ターミナル北ウイング発着               |  |
| 日本                                 | 大阪                                 | 関西国際空港                         |                                           |  |
| 日本                                 | 名古屋                               | 中部国際空港                         |                                           |  |
| 日本                                 | 福岡                                 | 福岡空港                             |                                           |  |
| 韓国                                 | ソウル                               | 仁川国際空港                         |                                           |  |
| 韓国                                 | 釜山                                 | 金海国際空港                         |                                           |  |
| 韓国                                 | 大邱                                 | 大邱国際空港                         | 季節運航便                                |  |
| 韓国                                 | 清州                                 | 清州国際空港                         | 季節運航便                                |  |
| 台湾                                 | 台北                                 | 台湾桃園国際空港                     |                                           |  |
| 台湾                                 | 高雄                                 | 高雄国際空港                         |                                           |  |
| ヨーロッパ                           |                                      |                                      |                                           |  |
| フランス                             | パリ                                 | シャルル・ド・ゴール国際空港         |                                           |  |
| イギリス                             | ロンドン                             | ロンドン・ヒースロー空港             |                                           |  |
| ドイツ                               | フランクフルト                       | フランクフルト空港                   |                                           |  |
| ドイツ                               | ミュンヘン                           | ミュンヘン空港                       |                                           |  |
| イタリア                             | ミラノ                               | ミラノ・マルペンサ空港               |                                           |  |
| ロシア                               | モスクワ                             | シェレメーチエヴォ国際空港           |                                           |  |
| デンマーク                           | コペンハーゲン                       | コペンハーゲン空港                   | 2025年12月15日より運航開始予定            |  |
| オセアニア                           |                                      |                                      |                                           |  |
| オーストラリア                       | シドニー                             | シドニー国際空港                     |                                           |  |
| オーストラリア                       | メルボルン                           | メルボルン空港                       |                                           |  |
| オーストラリア                       | パース                               | パース空港                           |                                           |  |
| 北アメリカ                           |                                      |                                      |                                           |  |
| アメリカ合衆国                       | サンフランシスコ                     | サンフランシスコ国際空港             |                                           |  |
| 休・廃止路線                         |                                      |                                      |                                           |  |
| アラブ首長国連邦                     | ドバイ                               | ドバイ国際空港                       |                                           |  |
| アメリカ合衆国                       | ロサンゼルス                         | ロサンゼルス国際空港                 |                                           |  |
| イギリス                             | ロンドン                             | ロンドン・ガトウィック空港           | 2015年3月31日から寄港地をヒースローに変更 |  |
| ドイツ                               | ベルリン                             | ベルリン・テーゲル空港               |                                           |  |

## 日本との関係

### 運航便
| 便名      | 路線       | 路線      | 機材                                                | ※コード シェア | 備考 |
| --------- | ---------- | --------- | --------------------------------------------------- | -------------- | ---- |
| VN384/385 | ハノイ     | 東京/羽田 | - ボーイング787-9 - エアバスA350-900                | DL、NH         |      |
| VN334/335 | ハノイ     | 大阪/関西 | - ボーイング787-9 - エアバスA350-900                | NH             |      |
| VN310/311 | ハノイ     | 東京/成田 | - ボーイング787-9                                   | NH             |      |
| VN348/349 | ハノイ     | 中部      | - エアバスA321                                      | NH             |      |
| VN356/357 | ハノイ     | 福岡      | - エアバスA321                                      | NH             |      |
| VN318/319 | ダナン     | 東京/成田 | - ボーイング787-9 - エアバスA321 - エアバスA350-900 | NH             |      |
| VN336/337 | ダナン     | 大阪/関西 | - エアバスA321                                      | NH             |      |
| VN306/307 | ホーチミン | 東京/成田 | - ボーイング787-9                                   | NH             |      |
| VN326/327 | ホーチミン | 大阪/関西 | - ボーイング787-9                                   | NH             |      |
| VN342/343 | ホーチミン | 中部      | - エアバスA321                                      | NH             |      |
| VN350/351 | ホーチミン | 福岡      | - エアバスA321                                      | NH             |      |

※コードシェア
- DL-デルタ航空

- NH-全日本空輸

### 日本との歴史
- 1994年、大阪/関西-ホーチミン線を開設[21]。
- 2003年9月18日、福岡-ホーチミン線に就航。
- 2005年7月より、中部-ホーチミン線に就航。
- 2008月8月12日、中部-ハノイ線に就航。
- 2009年10月10日、福岡-ハノイ線に就航[22]。
- 2010年、成田-ダナン線を冬期限定で就航するも、同年限りで休止。
- 2014年7月1日より、東京/羽田-ハノイ線に週7便で就航を開始した[21][23]。
- 2014年7月2日より、成田-ダナン線を再就航。週4便で機材はエアバスA321型機[24]。
- 2018年10月28日より、関西-ダナン線を週7便で運行開始[25][21]。
- 2020年3月より、全便を運休。
- 2021年4月1日より、東京/成田-ハノイ線の片道運航を再開した。週2便でハノイ発成田行きのVN310便の運航のみ再開。
- 2022年1月より、東京/成田-ハノイ、ホーチミン線を再開した[26]。

- 2022年2月9日より、関西、中部-ハノイ線の運航を再開[27]。
- 2022年夏ダイヤで、中部-ホーチミン、福岡-ホーチミン、関西-ホーチミン、福岡-ハノイ、成田-ダナン、羽田-ハノイ線を再開した。
- 2023年夏ダイヤでも大幅に増便し、2019年夏ダイヤ比で約90％の運航便数まで回復した。

- 2024年12月30日と2025年1月3日、鹿児島-ハノイ線のチャーター便を運航した[28]。

### 日本での提携相手
2014年11月14日に民営化、株式公開に伴い、日本の全日本空輸（ANA）に株式の一部を売却するという報道がなされた。その後2016年1月12日、ANAグループとベトナム航空の間で、業務・資本提携に関する基本合意書を締結したことが両社より発表された。これに伴い、ANAはベトナム航空株式の約8.8％を2兆4,310億ドン（約130億円）で取得し、ベトナム政府やベトナム国会などの承認が得られれば、同社に対して取締役を派遣し、さらに広範な業務提携を検討することとなる。コードシェア便やANAマイレージクラブの相互提携は2016年10月30日搭乗分から開始された。
なお、全日本空輸との提携に伴い、日本航空（JAL）とのコードシェア便の運航やJALマイレージバンクの提携終了するかについて、ファン・ゴック・ミン （范 玉明）社長は「ANAとの提携は包括的なものであり、10月を以ってJALとの提携は解消する」と公表した。2016年7月1日に、同年10月29日搭乗分をもってJALとのコードシェア便が終了することがJALから公表された。

### その他
- 2008年07月30日、ボーイング777－200型が、成田国際空港に着陸し、B誘導路を走行中に、右エンジンの火災警報が作動した。同機は、当該エンジンを停止し、消火装置を作動させたところ、火災警報は停止した。その後、同機がランプインし乗客・乗員全員が降機後に、右エンジンから火災が発生し、機体は小破した。
- 2022年1月5日、成田発ハノイ行きとして運航していたVN5311便に対して爆破を予告する脅迫電話があり、福岡空港に緊急着陸した[33]。　当該便は約2年振りに定期便として再開した同路線の再開初便だった。

## サービス
座席サービスは、ビジネスクラスとエコノミークラスの2クラス制。最新型のビジネスクラスシートは、プライバシーを確保したシェル型で、シートはほぼフラットにリクライニング可能。機内食も各クラスを問わず提供されており、ベトナム - 長距離国際線ではフォーやブンボーフエなどのベトナム料理を、ベトナム - 韓国・日本発着路線では、該当国に応じた伝統的料理を、ベトナム - 中国・台湾を含む近距離国際線では、軽食が出される。
女性客室乗務員が着用する制服は、各個人の体型に合わせて、20箇所以上を採寸して作成されるアオザイであり、完全なオーダーメイドである。そのエキゾチックな雰囲気でも人気が高い。男性客室乗務員も搭乗しており、男性の制服は、白のワイシャツに青いネクタイ・黒のズボンである。
ハノイやダラットなどの都市では、市内の自社オフィス前と空港ターミナルとの間でリムジンバスを運行している。

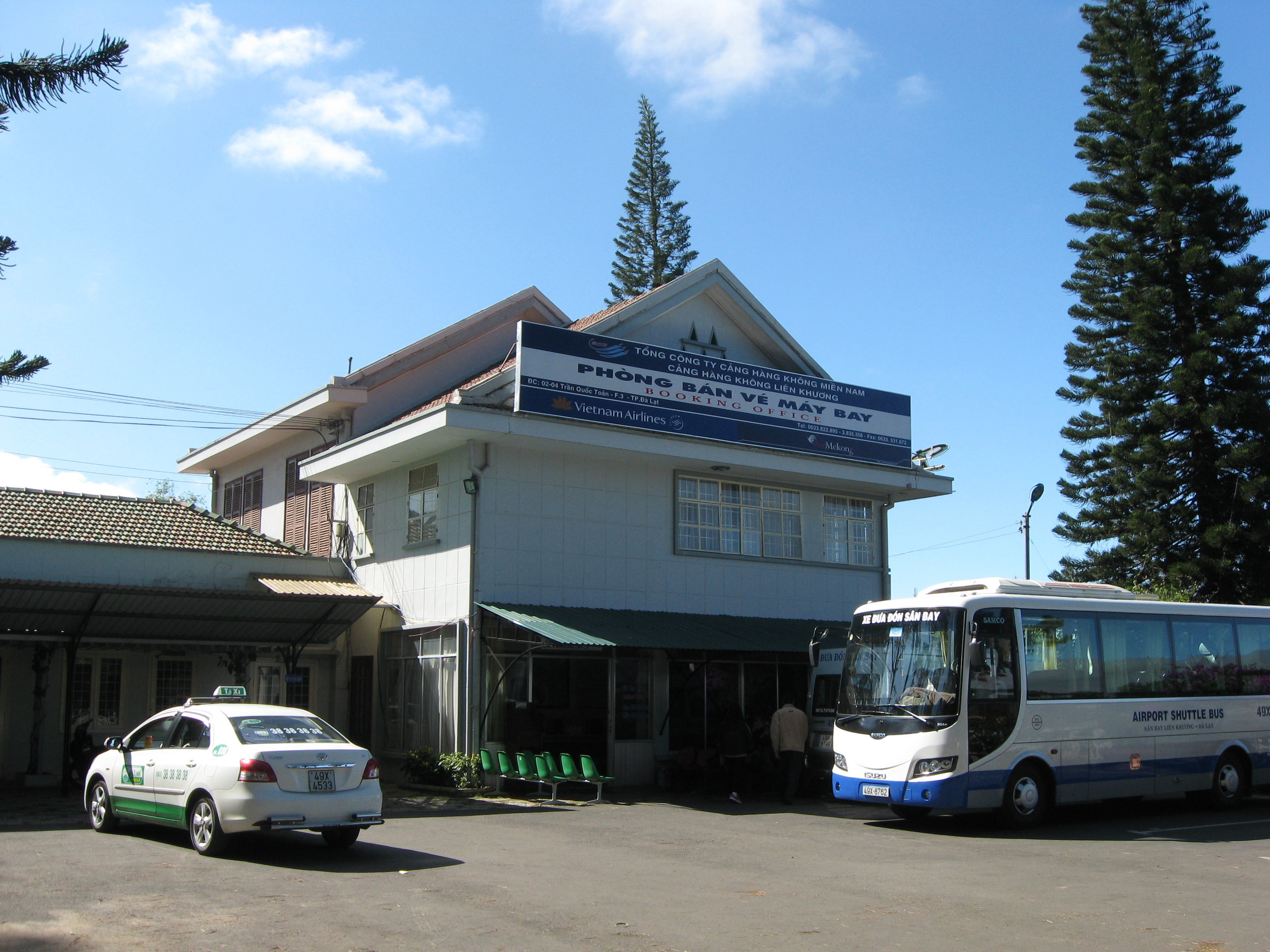
ダラットのベトナム航空オフィスとリムジンバス
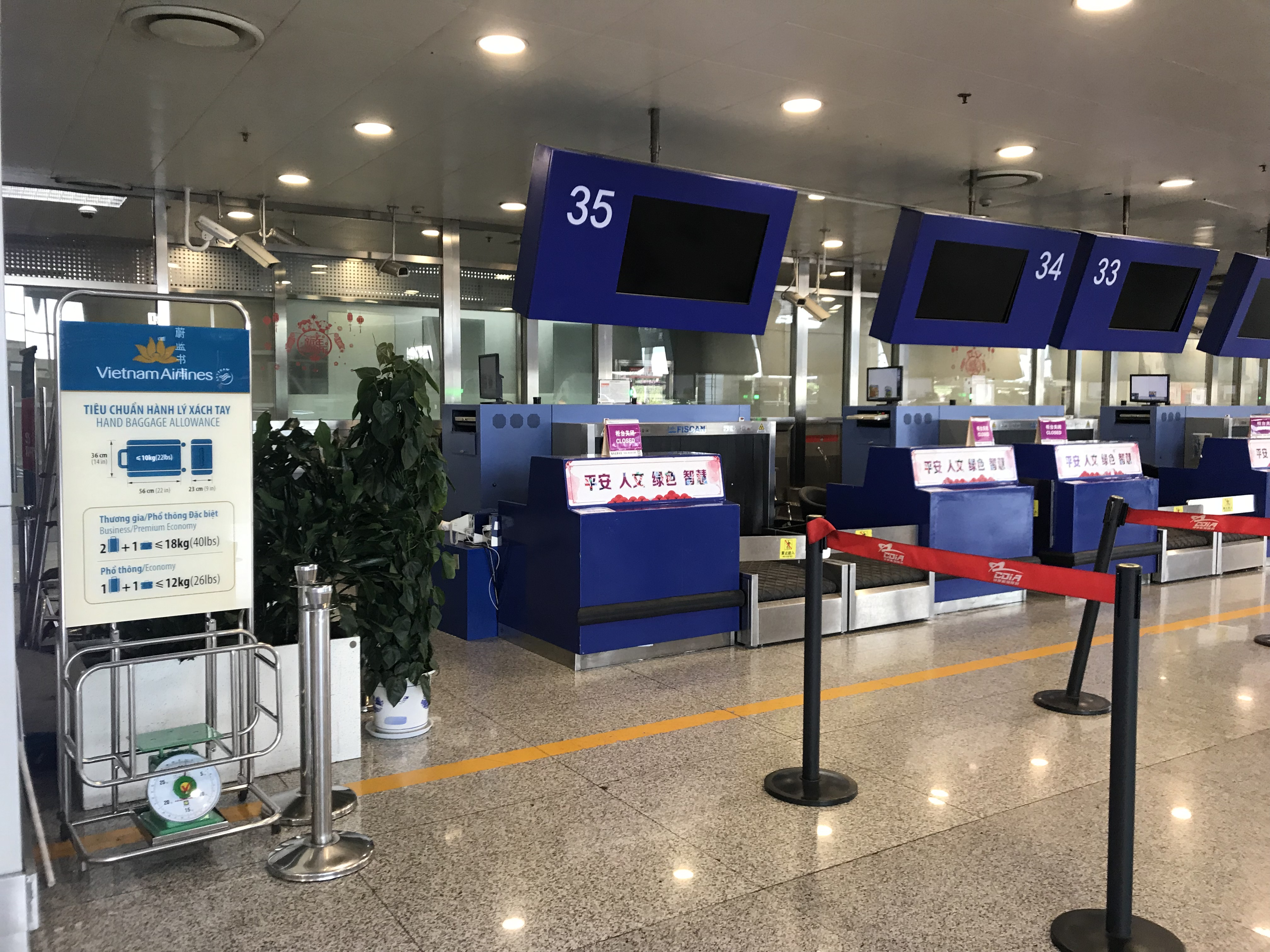
ベトナム航空のチェックインカウンター
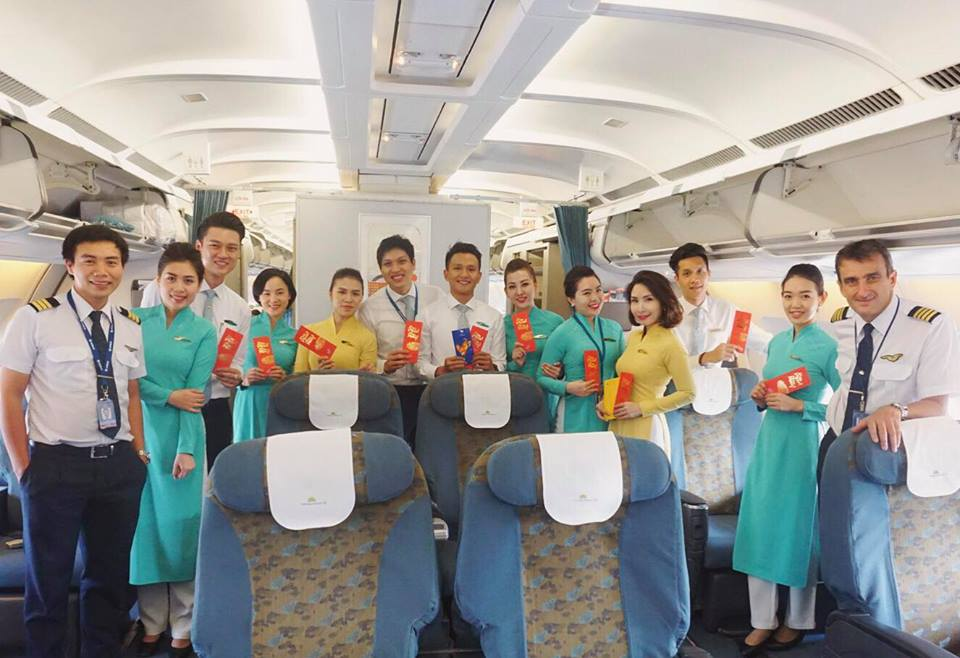
ベトナム航空の乗務員
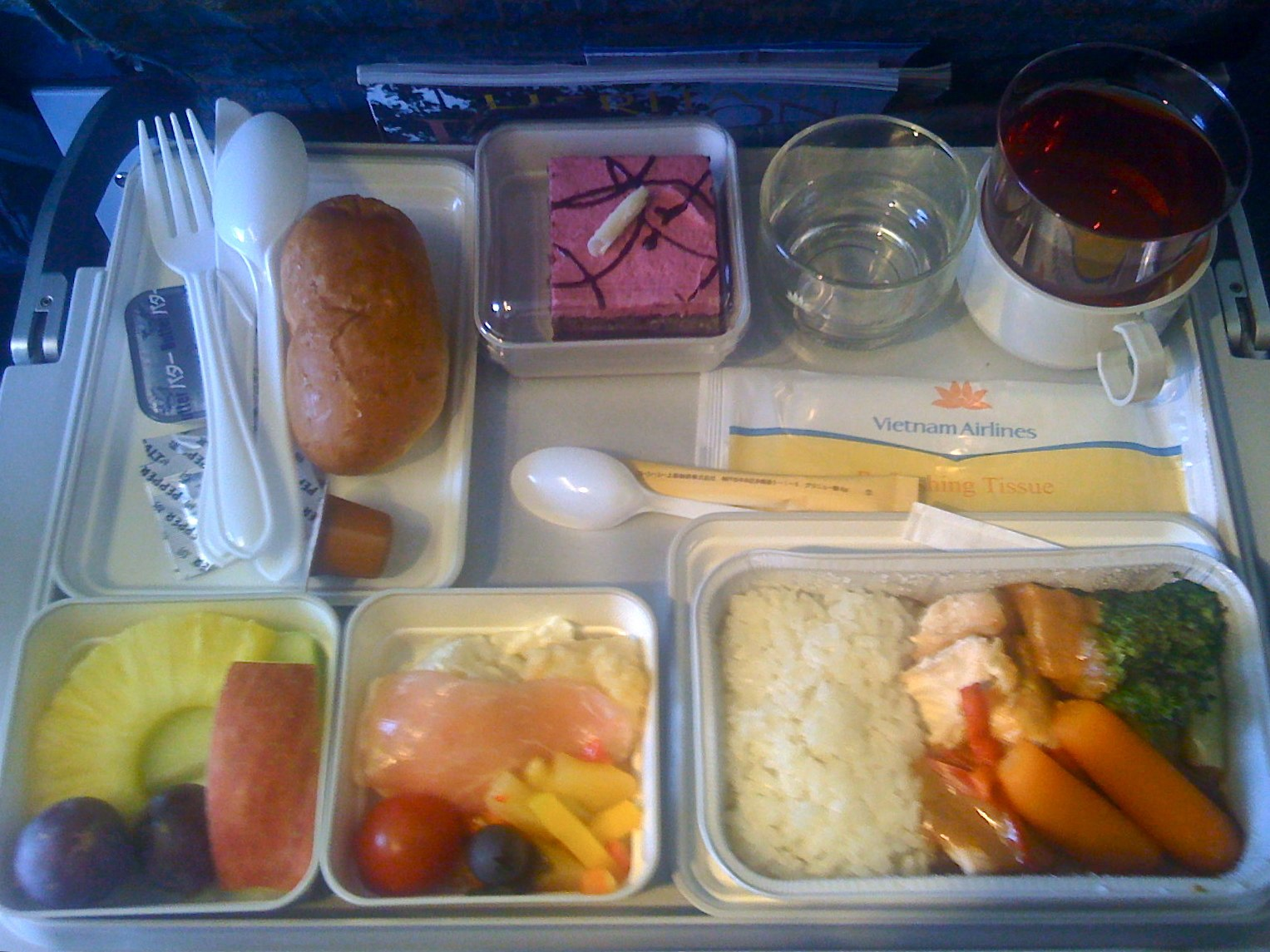
ベトナム航空の機内食
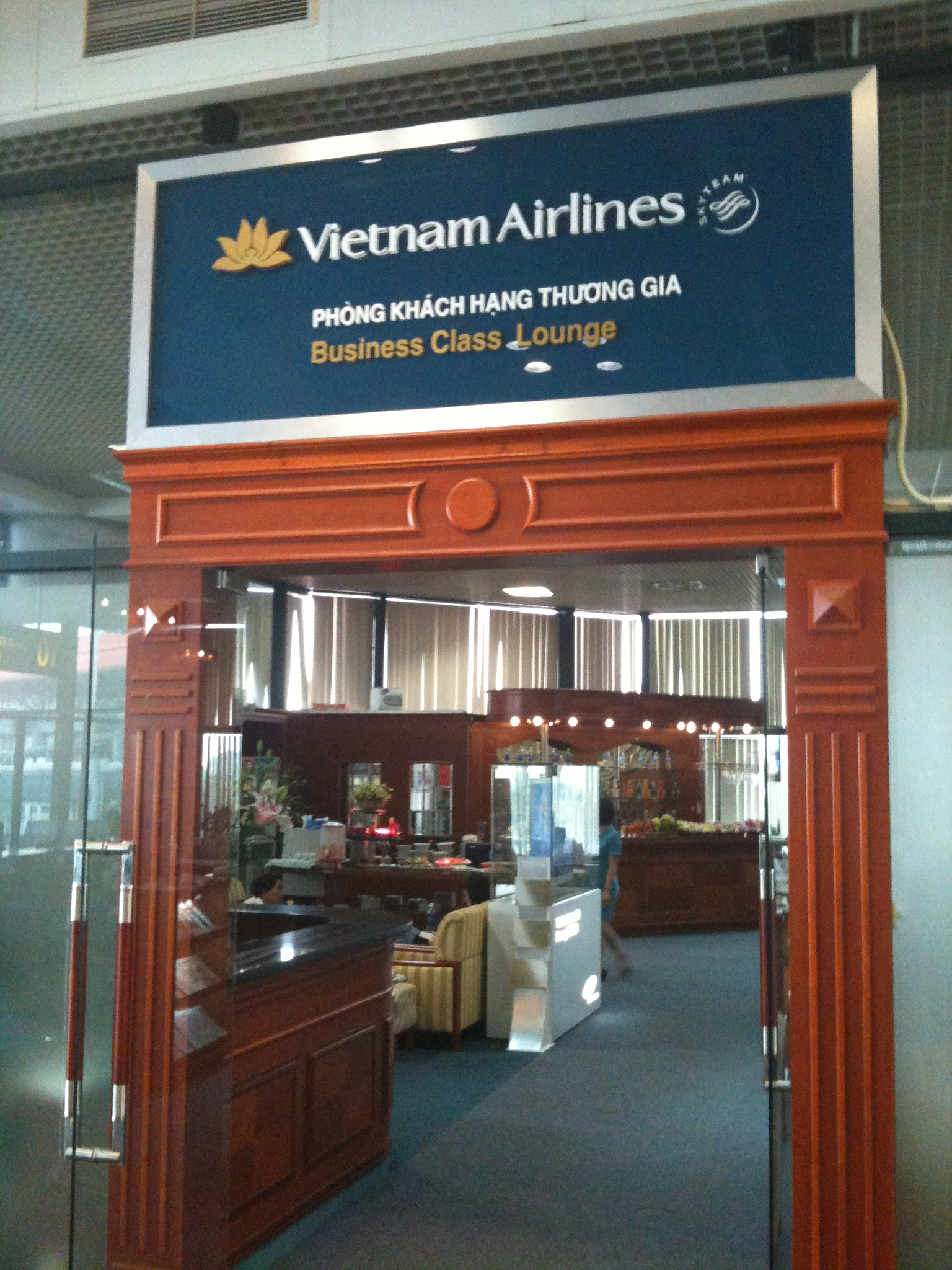
ベトナム航空のビジネスクラスラウンジ

## 航空事故
- 1970年9月30日 - プレイク発ユエ行きのダグラス DC-3型旅客機が、天候不良によりダナンの北24キロ付近に墜落。乗員・乗客28人全員が死亡[34]。

## 不祥事
- 2006年、機内において乗客が心肺停止状態となった際に、客室乗務員が救命活動を行った他の乗客に手を貸さず、野次馬からも守らず放置した[35][36]。航行中の航空機内で発生した急病人に航空会社側が意図的に何もしなかったのはオリンピック航空が1998年に、喘息発作を起こした乗客を放置し死亡させたケース[37] につづいて2例目であると報告されている[35]。この結果、心肺停止患者は回復したが、救命活動を行った女性に外傷後ストレス障害が発症した[35]。
- ベトナム航空の33歳の男性副操縦士が、自らが乗務する航空機で、ベトナム人窃盗団が日本国内で盗んだ品物をベトナムへ持ち出そうとしたとして、盗品等関与罪で、2008年（平成20年）12月17日、山口県警下松警察署に逮捕された[38]。被告人は刑事裁判で「会社での給料が極めて低く、副業で盗品を運搬するのが常識だった」と供述、有罪判決が確定している[39]。
- ベトナム航空の25歳のベトナム国籍女性客室乗務員が、ユニクロのウルトラライトダウンや、資生堂の高級化粧品などをベトナム社会主義共和国に持ち出す「運び屋」として関西国際空港へ持ち出したとして、万引きのベトナム人実行者男女5人（窃盗罪で逮捕、起訴）と、30歳のベトナム人仲介役女性と共に[40]、警視庁組織犯罪対策第一課が、2014年（平成26年）3月26日に盗品等関与罪で逮捕し、同時に東京都千代田区霞が関のベトナム航空日本支社を家宅捜索した[41]。在日ベトナム人窃盗団を仲介役を通じて、ベトナム航空の副操縦士や客室乗務員など計27人が、組織的に関与していると見られ、警視庁の捜査員の取り調べに対して「多くの乗務員が小遣い稼ぎで運び役をしていた。同僚に故買屋の女を紹介してもらった」と述べている一方で、同時に「盗品とは知らなかった」と、逮捕容疑については否認している[42]。その後、東京地方検察庁立川支部は、2014年（平成26年）4月23日、盗品等運搬容疑で逮捕された客室乗務員について、不起訴処分（嫌疑不十分）とした。同支部は「盗品の認識があったことを認めるのが困難と判断した」としている[43]。
  - 客室乗務員の女性容疑者は「自分の月給は7万～10万円だが、一回のフライトで2万5000～3万円の副収入になる」と述べている。ベトナム航空本社の担当者は、東京新聞の記者からの取材に対して「個人の行為で、印象を貶められたのは残念だ。2008年の盗品関与事件後、客室乗務員や機長には、副業で盗品を運ばないように署名させている」と説明し、今回の事件後は、ベトナム航空は商品を運搬できないようにするため、客室乗務員らの荷物をハンドバッグと小さめの衣類用バッグに限るように決めた[44]、としていたが、現在はスーツケースで25キログラム分のCREW BAGGAGEを許可している。
  - 現在もベトナム航空は、乗務員に対して手荷物以外に、スーツケースで25キログラム分のCREW BAGGAGEを許可している。2013年（平成25年）に、万引き容疑で摘発された外国人の4割は、ベトナム人だった。警視庁幹部は「ベトナム航空ルートを断たなければ、ベトナム人による万引きは根絶できない」としている[45]。

## トピックス
IATA航空会社コードのVNとは、かつての南ベトナム（ベトナム共和国）に存在した航空会社のエア・ベトナムが使用していたコードである。
ちなみにエア・ベトナムは運航停止状態（1975年のベトナム戦争サイゴン陥落ごろ）になるまで東京・大阪に乗り入れていた。
また3レターのHVNとは、かつて「ハンコン・ベトナム航空」と呼ばれていたため。
近年は機材も刷新され日本出発便はほぼ定時運航されているが、以前は共産圏航空機も多く整備状況も良くなかったためベトナム国内線では遅延するのが常態化していたため、ベトナム人からは「ベトナム航空は別名『シンロイ航空』という蔑称が付いている」と坂場三男・元在ベトナム日本国特命全権大使が述べている（『シンロイ』（Xin lỗi）とは、ベトナム語で「お詫びします」「申し訳ありません」の意味）。
イギリス・スカイトラックスによる航空会社の格付けで、「ザ・ワールド・4スター・エアラインズ（The World's 4-Star Airlines）」の認定を得ている。ベトナムのエアラインとしては史上初の獲得。
2023年「AirlineRatings.com」世界トップ20の航空会社と、2024年APEX（Airline Passenger Experience Association）により「5スター航空会社」に認定